# Martin Karcher
Martin Karcher (* 12. November 1946) ist ein ehemaliger deutscher Handballspieler und -trainer. Der Torwart wurde mit dem TSV Grün-Weiß Dankersen Deutscher Meister.

## Karriere
Karcher begann erst im Alter von 16 Jahren beim TB 1879 Pforzheim mit dem Handballspielen. 1970 wechselte er zum Bundesligisten TSV Grün-Weiß Dankersen. Bereits in seiner ersten Saison im neuen Verein wurde er Deutscher Meister. In den Saisons 1974/75 und 1975/76 wurde er jeweils Deutscher Vizemeister und DHB-Pokalsieger. 1976 erreichte er mit Dankersen das Finale im Europapokal der Pokalsieger. Aufgrund einer Verletzung konnte er bei der Niederlage bei BM Granollers jedoch nicht mitwirken. Auch beim Gewinn seiner zweiten Deutschen Meisterschaft im Jahr 1977 stand er nicht im Tor. Aufgrund der damaligen Modalitäten bei einem Vereinswechsel, war Karcher gezwungen sich bereits im März bei GWD abzumelden, um zu Beginn der neuen Saison für den TuS Nettelstedt spielberechtigt zu sein. Zur Saison 1979/80 wurde er Spielertrainer der 2. Mannschaft. Als Vitomir Arsenijević im Februar 1980 entlassen wurde, übernahm er den Posten bei der Bundesliga-Mannschaft und führte das Team 1981 zu den größten Erfolgen der Vereinsgeschichte. Im April wurde der Europapokal der Pokalsieger gegen den SC Empor Rostock gewonnen, im Mai folgte der Triumph im DHB-Pokal im Finale gegen den VfL Günzburg. In beiden Duellen hatte Nettelstedt nach Hin- und Rückspiel jeweils mit einem Tor die Nase vorn. Gut ein halbes Jahr später wurde er auf Initiative der Mannschaft von seinem Amt entbunden. Karcher setzte seine Trainer-Laufbahn beim TuS Spenge fort. Es folgten die Stationen: VfB Holzhausen II (zum zweiten Mal), TuS Rot-Weiß Unterlübbe, TuS Lahde-Quetzen, HV Espelkamp, TuS Eintracht Minden sowie die 2. Mannschaft des VfB Holzhausen II.
Er debütierte am 30. März 1971 gegen Polen in Münster für die Nationalmannschaft der Bundesrepublik Deutschland. Insgesamt absolvierte er acht Länderspiele für die Auswahl.
Mit dem Mindener Freiherr-vom-Stein-Berufskolleg wurde der Diplom-Sportlehrer 1979 Deutscher Meister im A-Jugend-Schulhandball.

## Erfolge
- Deutscher Meister (2): 1971 und 1977
  - Deutscher Vizemeister (2): 1975 und 1976
- DHB-Pokalsieger (3): 1975, 1976 und 1981 T
- Europapokalsieger der Pokalsieger (1): 1981 T
  - Vize-Europapokalsieger der Pokalsieger (1): 1976